# Toxicologie alimentaire

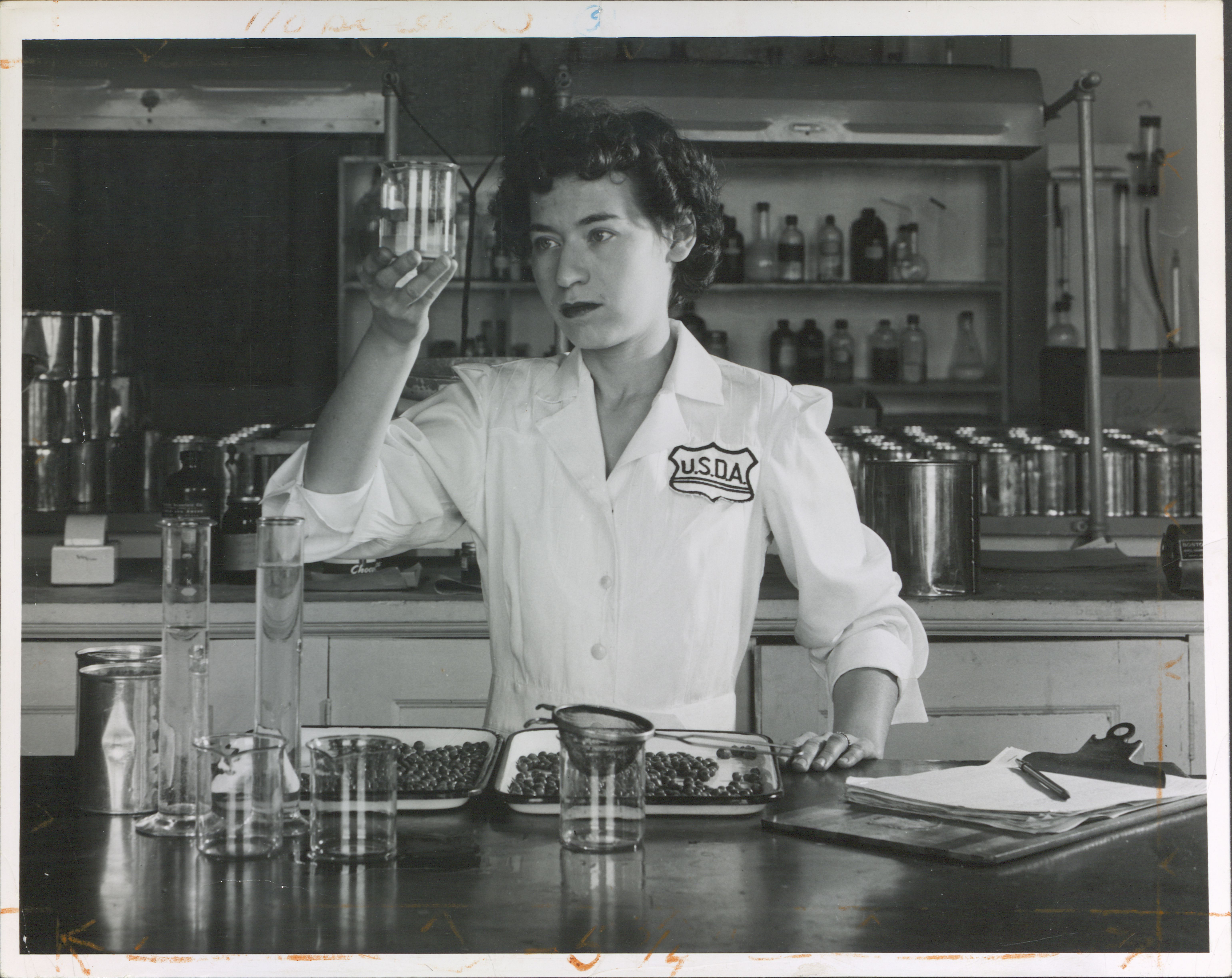
Une scientifique examine la saumure de pois en conserve.

La toxicologie alimentaire vise à analyser le risque toxicologique lié à l'ingestion d'un aliment. L'analyse de risque est une manière d'organiser les informations disponibles sur un sujet donné, de les traduire en probabilités et d'en déduire logiquement des règles de décision. De nombreuses définitions ont été données pour l'analyse de risque. Nous retiendrons celle de Cerf et al. qui la définit comme une démarche scientifique faite dans le but d'identifier les dangers connus, d'en apprécier les risques, de les gérer et de communiquer à leur propos. Cette définition possède le mérite de présenter clairement les trois composantes de l'analyse de risque : l'évaluation scientifique du risque, la gestion du risque et la communication vis-à-vis de ce risque.

## Définition des principaux concepts

### Danger
Le premier concept à définir est celui du danger (hazard en anglais). Ce mot, fréquemment utilisé dans le langage courant, prend, dans ce contexte, une signification particulière. Il correspond à une notion qualitative. 
Pour certains, un danger est constitué par tout agent biologique, chimique ou physique pouvant avoir un effet néfaste pour la santé. Un danger est alors représenté par des agents biologiques comme des virus (exemple : le virus de la fièvre aphteuse), des bactéries (exemple : Salmonella sp.), des parasites, des substances chimiques ou des particules.
Pour d'autres, le danger correspond à la maladie elle-même (fièvre aphteuse, salmonellose...).

### Risque
Le risque est la probabilité de la survenue d'un danger, combinée à l'importance de ses conséquences indésirables. Il s'agit d'une notion quantitative, présentant deux composantes : 
- d'une part, la fréquence d'occurrence du danger (d'où découle la probabilité de survenue) ;
- d'autre part, l'importance des conséquences du danger.

## Évaluation du risque
L'évaluateur analyse la probabilité que le consommateur ne court aucun danger. Le but de cette évaluation est de dire s'il y a risque ou non (l'évaluateur peut également ne pas avoir assez d'éléments pour statuer). En France, l'évaluation scientifique du risque est réalisée par l'AFSSA (Agence Française de Sécurité Sanitaire des Aliments), devenue ANSES (Agence Nationale de Santé Sanitaire). Cette évaluation comporte quatre phases : l'identification du danger, la caractérisation du danger, l'évaluation de l'exposition et la caractérisation du risque. 

### Identification du danger
Il s'agit de déterminer si la molécule étudiée engendre ou non une pathologie.
Dans le domaine alimentaire, un certain nombre de dangers sont aujourd'hui bien connus : les toxi-infections alimentaires collectives dues à des salmonelles ou à des staphylocoques, la listériose, les maladies carcinogènes dues à l'ingestion de résidus chimiques comme les pesticides ou les aflatoxines, etc.). D'autres le sont moins ; c'est ainsi, par exemple, que l'on connaît mal aujourd'hui les dangers liés à l'ingestion d'organismes génétiquement modifiés. 
La recherche et la veille scientifique contribuent à identifier les nouveaux dangers. Ainsi par exemple, l'incertitude a régné pendant plusieurs années quant au rôle pathogène chez l'Homme de l'agent de l'encéphalopathie spongiforme bovine. Il a été finalement établi qu'il constituait un véritable danger pour l'Homme en provoquant la forme due au nouveau variant de la maladie de Creutzfeldt-Jakob.
À chaque type de danger correspond une analyse de risque et, donc, une marchandise donnée peut conduire à autant d'analyses de risque qu'elle peut comporter de dangers.
La démarche peut être arrêtée à ce stade si l'identification des dangers ne permet d'associer aucun danger à l'action envisagée.

### Caractérisation du danger
Le principe qui préside à la couverture de la sécurité du consommateur repose sur la volonté que l'ingestion quotidienne pendant une vie entière de l'aliment évalué ne doit pas faire courir de risque au consommateur. Le but des études toxicologiques est de déterminer les doses pour lesquelles aucun effet désirable est obtenu. Dans la mesure où seuls les résultats expérimentaux que l'on peut obtenir sont des résultats obtenus sur des animaux, les toxicologues doivent disposer de batteries de tests qui couvrent tous les risques connus d'effets indésirables.

#### Toxicité orale aiguë
La toxicité orale aiguë est l'effet néfaste qui se produit dans un court laps de temps et qui résulte de l'administration par voie orale d'une ou plusieurs doses d'une substance au cours d'une période de 24 heures. La dose est la quantité administrée de la substance à tester. Elle s'exprime en poids de substance testée par unité.
Plusieurs doses sont utilisées et on analyse les signes d'intoxication et la mortalité (dose létale). Une étude de toxicité aiguë aboutit classiquement à la détermination de la DL50. La DL50 orale est la valeur statistiquement dérivée d'une dose unique de substance dont l'administration par voie orale peut provoquer la mort de 50 % des animaux d'expérience. c'est une technique exploratoire, permettant de "trier" les produits les plus toxiques et l'on considère qu'au-dessus de 3 g/kg de poids corporel, la DL50 n'a plus de signification.
Le but de cette étude est d'évaluer les effets d'une forte exposition. Cette notion ne présente aucun intérêt dans l'évaluation du risque consommateur qui est de n'avoir aucun effet indésirable. De plus, une DL50 élevée n'est en aucun cas prédictive pour un éventuel effet cancérigène, ni sur les risques d'effets toxiques dus à l'absorption de faible quantité durant une vie entière.
La signification de la DL50 est donc très limitée et les industriels ne peuvent en aucun cas se contenter d'une étude de toxicité aiguë lors du dépôt d'un dossier de demande d'autorisation.

#### Toxicité orale subchronique
La toxicité orale subchronique est l'effet néfaste se produisant chez des animaux d'expérience résultant de l'administration réitérée et quotidienne d'une substance chimique par voie orale. Les épreuves de toxicité subchronique ont pour objet d'examiner la nature biologique des effets toxiques, de déterminer la dose à laquelle se produisent ces effets et d'étudier la possibilité d'action curative. La dose s'exprime en poids de substance testée par unité de poids de l'animal (mg/kg). La substance à tester est administrée quotidiennement par voie orale à différentes doses à plusieurs groupes d'animaux d'expérience, à raison d'une valeur de dose par groupe et ce pendant une période de 90 jours. Au cours de la période d'administration de la substance, on observe journellement les animaux de manière à déceler toute manifestation éventuelle de toxicité. On détermine la croissance, le comportement et la mortalité de l'animal. On procède également à des études sur le sang et l'urine. Les animaux qui meurent durant la période d'administration sont autopsiés et, au terme de l'essai, tous ceux qui survivent sont sacrifiés, autopsiés et soumis à des examens histopathologiques appropriés.
Les études de toxicité subchronique présentent un grand intérêt pour le toxicologue alimentaire. En effet, l'expérience montre que la plupart des effets indésirables qui risquent d'apparaître sont détectés lors de ces études à court terme. L'intérêt est double. D'une part, les organes cibles sont identifiés, d'autre part, il est possible, à partir de ces études de déterminer les doses sans effet observable. Pour chaque espèce et pour chaque sexe, une dose sans effet sera déterminée. Le fait de réaliser ces études à la fois sur des mâles et de femelles de la même espèce, permet de détecter des différences de sensibilité entre les deux sexes. Le fait d'utiliser deux espèces de mammifères permet de détecter des différences inter-espèces. La dose sans effet (DSE) la plus basse, c'est-à-dire obtenue chez l'animal le plus sensible, est retenue.

### Évaluation de l'exposition
Le toxicologue doit répondre aux questions suivantes :
- Où trouve-t-on la molécule ?
- Par quel biais se fait l'exposition ?
- Combien de personnes sont exposées ?
- Qui est exposé ?
- Quelles sont l'intensité, la durée d'exposition ?

### Caractérisation du risque
L'exposition est comparée à la Dose Journalière Admissible. Si elle est supérieure, il y a risque pour le consommateur.